# Indinavir
Indinavir (IDV), vendido sob a marca Crixivan, é um medicamento usado para tratar o HIV/SIDA juntamente com outros medicamentos. Não é um tratamento de primeira linha. É tomado por via oral.
Os efeitos secundários comuns incluem náuseas, dor abdominal, dor de cabeça e pedras nos rins. Outros efeitos secundários podem incluir problemas hepáticos, diabetes e redistribuição da gordura corporal. A segurança na gravidez não é clara. É um inibidor de protease.
O indinavir foi patenteado em 1991 e aprovado para uso médico nos Estados Unidos e na Europa em 1996.